# Museo Travesti del Perú
Museo Travesti del Perú es un museo itinerante creado en 2003 por el artista, filósofo y travesti peruano Giuseppe Campuzano. La creación de este museo nace de la necesidad de desvelar una historia propia, una historia del país inédita.

## Historia

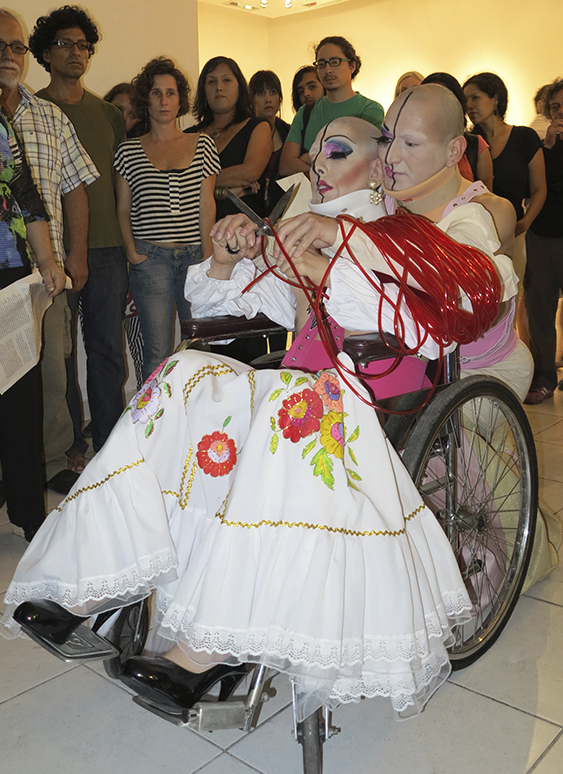
Giuseppe Campuzano (izq.) junto a Germain Machuca para presentación del Museo Travesti del Perú en la sala Luis Miró Quesada Garland de Miraflores

El Museo Travesti del Perú nace de la necesidad de una historia propia, mediante la exploración de una arqueología de los maquillajes y una filosofía de los cuerpos. El concepto de que los museos han sido desde sus inicios espacios de memoria y reflexión, así como también de sacralización y dogma, donde las obras coleccionadas se recogen dentro de un canon ortodoxo regido por la normativa museística.
Este proyecto madurado durante más de 20 años por el autor, es un ejercicio del pensamiento interseccional de la historia. Para su elaboración hace acopio de objetos, imágenes, textos y documentos, con el fin de crear modelos de producción sobre el cuerpo mediante acciones montajes y publicaciones, entre la performance y la investigación histórica. Las posiciones del transgénero, travesti, transexual, intersexual y andrógino son colocadas como actores y sujetos políticos centrales de cualquier construcción de la historia.
Fue presentado al público en el 2009 en Bogotá en el VII Encuentro del Instituto Hemisférico de Performance y Política. Posteriormente la muestra participó en la 31 Bienal de Sao Paulo en 2014. En Europa se presentó el museo completo con el título Línea de Vida – Museo Travesti del Perú, en la exposición, en la Galerie de l’erg (Ecole Superieure des Arts, Bruselas) en el año 2015.
Al rescatar el patrimonio travesti, el museo se convierte en herramienta de empoderamiento y de inclusión social. Del espacio simbólico–colectivo a las libertades individuales. En el Glosario del libro del Museo Travesti del Perú, Campuzano define el travesti como, "Persona que asume las características del «sexo opuesto». Éste, aunque un propósito legítimo, resulta en un compuesto de características masculinas y femeninas que, si bien toda persona posee en distintos niveles, el travesti explicita mientras comprueba las inadecuadas normas de género imperantes —lo masculino y femenino exclusivos."
En palabras del fundador Giuseppe Campuzanoː

El Museo travesti del Perú nace de la necesidad de una historia propia –una historia del Perú inédita–, ensayando una arqueología de los maquillajes y una filosofía de los cuerpos, para proponer una elaboración de metáforas más productiva que cualquier catalogación excluyente. Se trata de un ‘museo falso’ (como el apelativo de ‘falsa mujer’ con que este lenguaje maniqueo nos adjetiva). Museo embozado, cuyas máscaras –la artesanía, la fotocopia, la gigantografía, el banner, esos sistemas de producción en masa– no ocultan sino, al contrario, muestran. No camuflan sino travisten.